# Titularbistum Giru Marcelli
Giru Marcelli (italienisch : Giru di Marcelli) ist ein Titularbistum der römisch-katholischen Kirche.
Die in Nordafrika gelegene Stadt war ein alter römischer Bischofssitz, der im 7. Jahrhundert mit der islamischen Expansion unterging. Er lag in der römischen Provinz Numidien.
| Titularbischöfe von Giru Marcelli |                                                           |                                              |                   |                   |
| Nr.                               | Name                                                      | Amt                                          | von               | bis               |
| 1                                 | Antoine-Hubert Grauls MAfr Titularerzbischof pro hac vice | emeritierter Erzbischof von Gitega (Burundi) | 16. Oktober 1967  | 26. Juli 1986     |
| 2                                 | Mihály Mayer                                              | Weihbischof in Pécs (Ungarn)                 | 23. Dezember 1988 | 3. November 1989  |
| 3                                 | Vital Massé                                               | Weihbischof in Saint-Jérôme (Kanada)         | 20. Oktober 1993  | 8. September 2001 |
| 4                                 | David Albin Zywiec Sidor OFMCap                           | Weihbischof in Bluefields (Nicaragua)        | 24. Juni 2002     | 30. November 2017 |
| 5                                 | Robert Christian OP                                       | Weihbischof in San Francisco (USA)           | 28. März 2018     | 11. Juli 2019     |
| 6                                 | Mykola Petro Lutschok OP                                  | Weihbischof in Mukatschewe (Ukraine)         | 11. November 2019 | 7. Oktober 2023   |